# Mantinia (Weinbauregion)

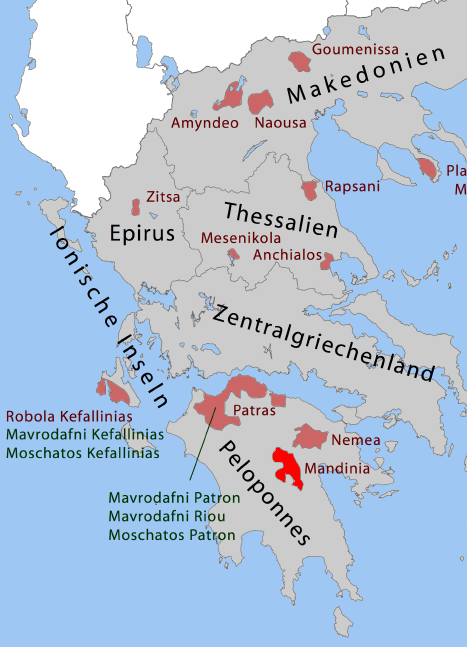
Hellrot: O.P.A.P Mantinia

Mantinia (griechisch Μαντινεία Mandinia), gelegentlich auch Mandinia O.P.A.P. ist eine in Arkadien auf der Peloponnes gelegene griechische Weinbauregion. Weißweine dieser Region können die rote Banderole einer O.P.A.P. (griechisch Onomasia prolefseos anoteras piotitos Ονομασία προελευσέως ανωτέρας ποιότητος) tragen, der höchsten griechischen Qualitätsstufe. Hauptrebsorte ist Moschofilero, mit dem allein an die 500 des 621 Hektar großen Weinbaugebietes bestockt sind. Den Rest nehmen Asproudes genannte, lokale Weißweinreben im gemischten Satz ein, von denen die hohe Mostgewichte erreichende, früh reifende Glykerithra die bedeutendste ist. Ursprünglich war die Region das Zentrum der griechischen Schaumweinerzeugung. Erst in den 1990er Jahren begannen Kellereien in größeren Quantitäten trockenen Qualitätswein aus dem Moschofilero zu keltern. Heute gehören Mantinia O.P.A.P.s zu den gefragtesten trockenen Weißweinen Griechenlands. Einige der großen Kellereien Griechenlands, wie Boutari sind auch in dieser Region tätig.
Das Gebiet liegt auf einem flachen Plateau in 600–800 Metern Höhe etwas nördlich von Tripoli, wo sich auch die meisten der großen Kellereien befinden. Das Klima ist im Sommer zwar heiß und relativ trocken, doch sind Temperaturen über 33 °C nicht sehr häufig. Kurze sommerliche Regenfälle kommen vor, sodass Wassermangel kein großes Problem für die Winzer darstellt. Auch die Wintertemperaturen sind moderat mit nur seltenen und wenn, sehr milden Frosttagen. Bei früh einsetzenden Herbstregen und kühler Witterung können in manchen Lagen nicht die zur Erzeugung von O.P.A.P.-Weinen erforderlichen Mostgewichte erreicht werden. Auf Grund der insgesamt günstigen Klimabedingungen ist die Region auch ein Schwerpunktgebiet des organisch-biologischen Weinbaus in Griechenland. Die besten Lagen liegen auf weitgehend unfruchtbaren von Kalkstein durchsetzten Böden. Die maximalen Hektarerträge sind mit 94 Hektoliter/Hektar limitiert, die meisten qualitätsorientiert arbeitenden Winzer beschränken ihre Erträge jedoch bedeutend rigoroser.
Der Mantinia O.P.A.P. wird aus 85 Prozent Moschofilero und 15 Prozent Asproudes gekeltert, unter denen die Glykerithra meist den Hauptanteil ausmacht. Die Weine haben insgesamt einen ungriechischen Charakter und könnten bei einer Blindverkostung für einen elsässischen Gewürztraminer gehalten werden. Die sehr hellen Weine bestechen durch ihre Frische, ihr blumiges Aroma und ihre leichte Eleganz. Bei einem Alkoholgehalt von um die 12 Volumenprozent verfügen sie über eine ausgeprägte, jedoch gut balancierte Säurestruktur. Ein Mantinia O.P.A.P. sollte gut gekühlt und jung getrunken werden.